# The Long Ride Home
The Long Ride Home è un film statunitense del 2003 diretto da Robert Marcarelli.
È un film western con Randy Travis, Eric Roberts e Ernest Borgnine.

## Produzione
Il film, diretto da Robert Marcarelli su una sceneggiatura di Vaughn Taylor con il soggetto di Mike Dougherty, fu prodotto da Nick Goodwin Self e Paul Tinder per la Constellation Entertainment e la Rising Star Entertainment e girato nel Blue Cloud Movie Ranch a Santa Clarita, nel Paramount Ranch ad Agoura e nel Veluzat Motion Picture Ranch a Saugus, in California con un budget stimato in 3.500.000 dollari.

## Distribuzione
Il film fu distribuito negli Stati Uniti dal 27 maggio 2003 dalla Amazing Movies e per l'home video dalla Lions Gate Films Home Entertainment. È stato distribuito anche in Spagna con il titolo El largo camino a casa.

## Promozione
La tagline è: "Dead or alive, justice will be served.".